# ドロテア・ア・ダンマーク (1504-1547)

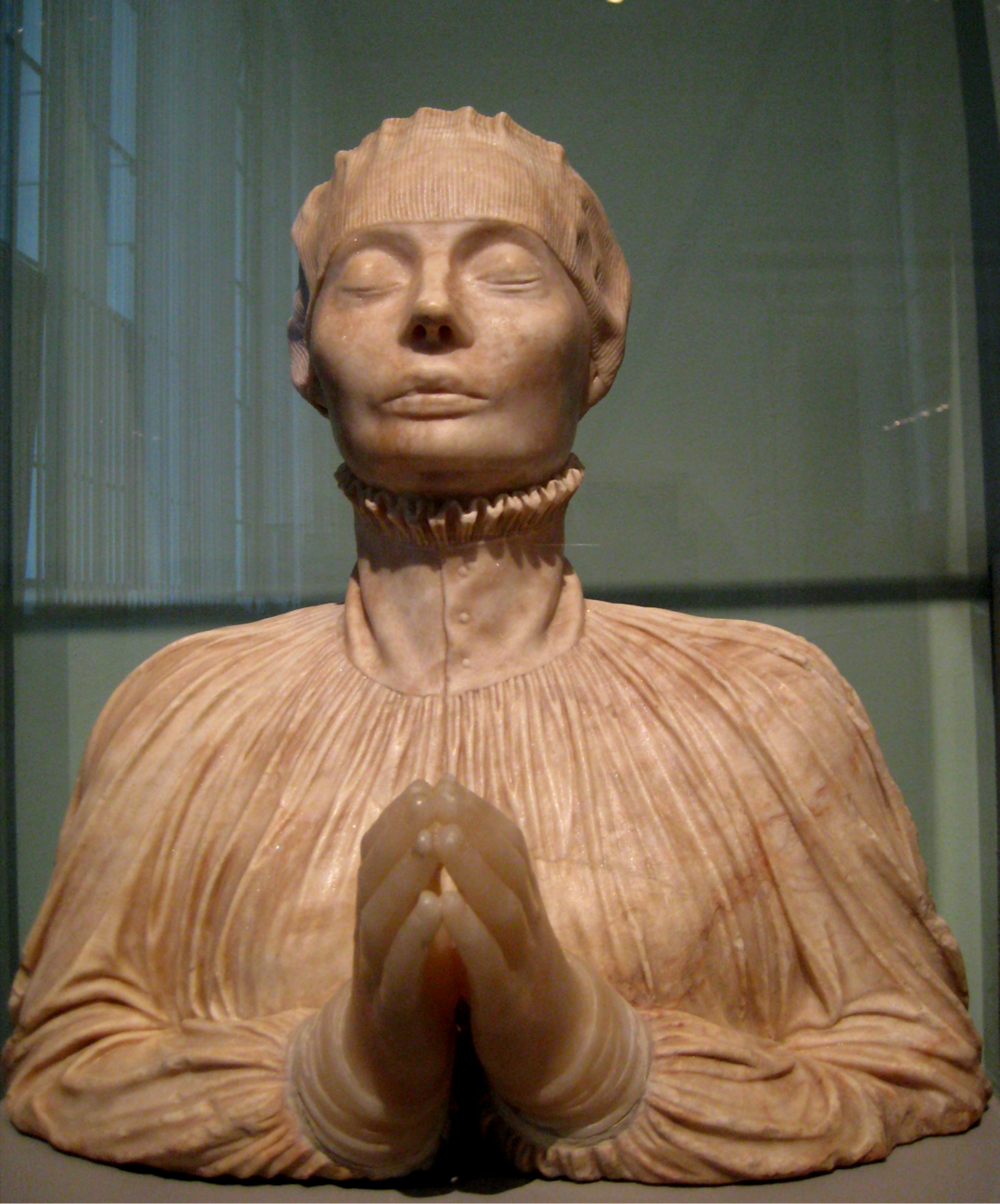
プロイセン公爵夫人ドロテアのデスマスクを元にした胸像、コルネリス・フローリス制作、プーシキン美術館蔵

ドロテア・ア・ダンマーク（Dorothea af Danmark, 1504年 - 1547年4月11日）は、プロイセン公アルブレヒトの最初の妻。

## 生涯
デンマーク王フレゼリク1世とその最初の妻でブランデンブルク選帝侯ヨハン・ツィーツェロの娘であるアンナの間の第2子、長女として生まれた。1523年に父が王位に就いて間もなく、フランス王フランソワ1世が庇護していたイングランドのヨーク派王位請求者リチャード・ド・ラ・ポールとの縁談が持ち上がったが、実現しなかった。
その後、父王とその腹心の大法官ヴォルフガング・フォン・ウーテンホーフ(Wolfgang von Utenhof)が、プロイセン公アルブレヒトとの縁談を持ち込んできた。2人の結婚式は1526年7月1日にケーニヒスベルクで行われた。公爵夫妻は仲が良く、ドロテアは母国デンマークとプロイセンとの積極的な交流を推し進めた。ドロテア夫婦と同母兄クリスチャン3世の関係も良好で、両者の間では頻繁に文通が交わされ、アルブレヒトは1537年にコペンハーゲンで行われたクリスチャン3世の戴冠式にも出席した。また、アンナは1536年から1542年までの間、異母弟のハンスをケーニヒスベルク宮廷に引き取って養育した。
ドロテアはまた熱心な慈善活動でも知られた。公爵夫人は1544年に夫君がアルベルトゥス大学ケーニヒスベルクを創立した際、学棟の北部に、自身の化粧料から費用を出して10人の無料給費生のための学生寮を設置・運営している。さらにプロテスタント信仰の勢力拡大も支援し、プロイセン領内にルター派神学者を多く呼び寄せ、パウル・スペラトゥスやヨハン・グラマンと信頼関係を築いた。

## 子女
公爵夫妻の間には6人の子供が生まれたが、育ったのは長女だけだった。
- アンナ・ゾフィア（1527年 - 1591年） - 1555年、メクレンブルク公ヨハン・アルブレヒト1世と結婚
- カタリーナ（1528年）
- フリードリヒ・アルブレヒト（1529年 - 1530年）
- ルツィア・ドロテア（1531年 - 1532年）
- ルツィア（1537年 - 1539年）
- アルブレヒト（1539年）